# Alex Maleev
Alex Maleev (né en 1971 à Sofia) est un auteur de bande dessinée bulgare travaillant pour le marché du comic book aux États-Unis. Il est principalement connu pour ses collaborations avec le scénariste Brian Michael Bendis chez Marvel, parmi lesquelles Daredevil (2001-2007), Halo: Uprising (2007-2009), Moon Knight (2011), Spider-Woman (2009) et Scarlet (2010-2013).

## Prix et récompenses
- 1996 : Prix Russ Manning
- 2003 : Prix Eisner de la meilleure série pour Daredevil (avec Brian Michael Bendis)